# モンテブルーノ
モンテブルーノ(イタリア語: Montebruno)は、イタリア共和国リグーリア州ジェノヴァ県にある、人口約200人の基礎自治体（コムーネ）。

## 地理

### 位置・広がり

#### 隣接コムーネ
隣接するコムーネは以下の通り。
- ファーシャ
- フォンタニゴルダ
- ロルシカ
- モコーネジ
- レッツォアーリオ
- ロンダニーナ
- トッリーリア

### 地震分類
イタリアの地震リスク階級 (it) では、3 に分類される
。

## 行政

### 分離集落
モンテブルーノには、以下の分離集落（フラツィオーネ）がある。
- Caprili, Cassinetta, Conio di Mezzo, Croso, Lunga, Seppioni, Sottoripa, Tartogni, Zeppado